# Hånger
Hånger – miejscowość (tätort) w Szwecji, w regionie administracyjnym (län) Jönköping, w gminie Värnamo.
Według danych Szwedzkiego Urzędu Statystycznego liczba ludności wyniosła: 333 (31 grudnia 2015), 319 (31 grudnia 2018) i 324 (31 grudnia 2019).